# Wolfman Jack

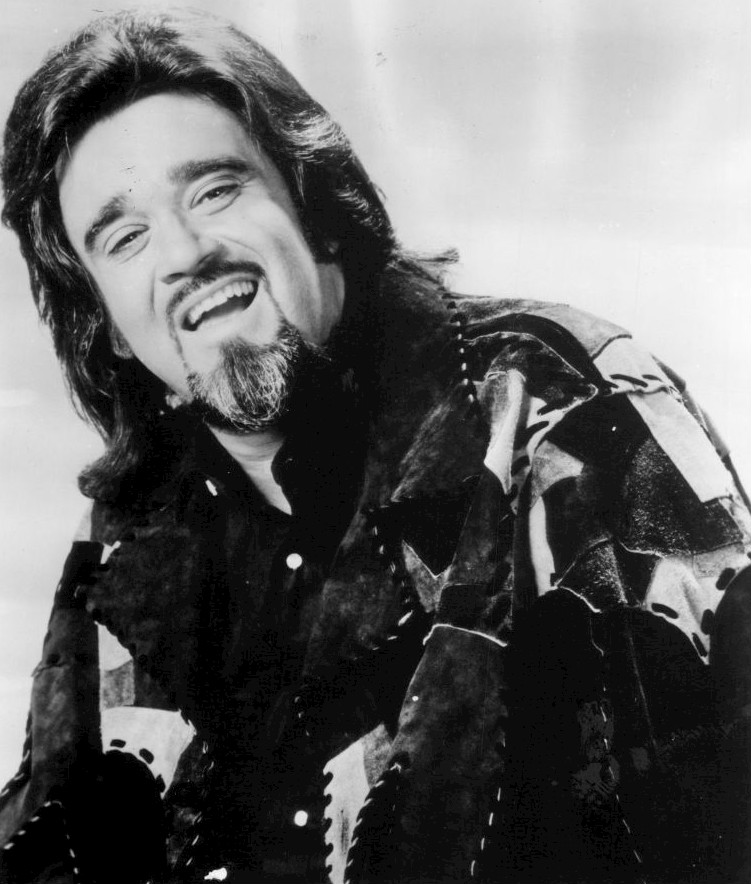
Wolfman Jack 1977

Wolfman Jack (* 21. Januar 1938 in Brooklyn, New York; † 1. Juli 1995 in Belvidere, North Carolina; bürgerlicher Name Robert Weston Smith) war ein US-amerikanischer Discjockey der 1960er- und 1970er-Jahre. In Del Rio (Texas) ist ihm ein Denkmal gewidmet. Deutschen Hörern wurde er ebenfalls in den 1960ern und 1970ern durch den Sender AFN bekannt. Passend zu seinem eigentümlichen Erscheinungsbild ertönte wolfsähnliches Geheul (hier nahm er sich offensichtlich den legendären Bluesmusiker Howlin’ Wolf zum Vorbild, welcher ihn auch zu seinem Künstlernamen inspirierte) zwischen seinen mit Gags reichhaltig gespickten heiseren Ansagen und typischerweise Rhythm-and-Blues-, Jazz- oder Soul- und Funk-Songs.

## Leben
Robert Weston Smith wurde 1962 berühmt, als er unter dem Künstlernamen „The Howling Wolfman“ live aus den Studios von XERF-Radio in Ciudad Acuña, Coahuila, Mexiko sendete. XERF war einer der mexikanischen Border Blasters, die mit weit höheren Sendeleistungen arbeiteten, als es den lizenzierten kommerziellen nordamerikanischen Rundfunksendern gestattet war.

### Frühe Karriere
Smith war ein Fan des Disc Jockeys Alan Freed, der die Weiterentwicklung afroamerikanischer Rhythm-and-Blues-Musik in Rock and Roll unterstützte. Freed nannte sich ursprünglich The Moondog, nachdem er den Namen bei jemand anderem gehört hatte. Er übernahm nicht nur den Namen, sondern benutzte ein aufgezeichnetes Geheul, um seinen frühen Sendungen einen unverkennbaren Charakter zu geben. Bob Smith übernahm die Moondog-Erkennungsmelodie, nannte sich Wolfman Jack und fügte seine eigenen Sound-Effekte hinzu. Nachdem er einige Berühmtheit erlangt hatte, blieb er bei dem Namen Wolfman Jack und versuchte, seine wahre Identität zu verbergen, um das Publikum für seine Radio-Figur zu interessieren. Die angesagte erotische Ausstrahlung der Wolfman-Jack-Figur erlaubte Smith, die vorherrschende Rassentrennung des amerikanischen Radios zu überspielen.

### Radiokarriere
Laut dem ehemaligen Disc Jockey Don Logan begann Bob Smiths Karriere bei dem Radiosender KCIJ-AM in Shreveport, Louisiana. In Shreveport gehörte Gordon McLendon die Station KEEL-AM als Teil seiner sehr erfolgreichen Gruppe von Radiosendern, die mit KREB-AM konkurrierte, einem neuen Radiosender, der von Larry Brandon gegründet wurde, der von dem ehemaligen KENT-AM Radio kam. So entstand ein „Radiokrieg“ um die gleichen Zuhörer, den Brandon und sein KREB verloren.
Larry Brandon machte danach einen Deal mit dem Rechtsanwalt Arturo Gonzalez aus Del Rio, Texas, der in seinem Anwaltsbüro die Inter-American Radio Advertising, Inc. betrieb, eine Verkaufsagentur für XERF. XERF war einer der mexikanischen Border Blaster, die mit weit höheren Sendeleistungen arbeiteten, als es den lizenzierten kommerziellen Rundfunksendern in den USA gestattet war.
Larry Brandon buchte die gesamte verfügbare nächtliche Sendezeit und begann gemeinsam mit Don Logan, Buddy Blake und Bob Smith, aufgezeichnete Radio-Shows zu senden. Die Sendungen wurden auf 10-Zoll-Bändern aufgenommen und von Brandon aus Shreveport zu Gonzalez nach Del Rio geschickt, der sie dann nach Ciudad Acuña brachte, von wo aus sie gesendet wurden. Laut Logan ersetzten diese Programme die Gebete und liefen von abends um 6 bis morgens um 6. Aber Logan meinte auch, dass nur sechs Stunden Programm aufgenommen wurden und er den Eindruck hatte, dass die Bänder wiederholt wurden.
Brandons Sendungen bei XERF erreichten Shreveport und stellten laut Logan einen Interessenkonflikt bei den Leuten dar, die sie produzierten. Jedenfalls waren es diese aufgezeichneten Sendungen, die Bob Smith veranlassten, sich in Wolfman Jack zu verwandeln, um seine wahre Identität vor den Hörern von XERF zu verbergen, ebenso wie vor seinen „Tagesarbeitgebern“ von KCIJ-AM in Shreveport. Logan erwähnte, dass, als Smith seine Grabesstimmen-Figur Wolfman Jack kreierte, die er noch mit einem Geheul untermalte, er zu Bob Smith sagte:

“That howl of yours would wake a dead man and that dead man might be Hank Williams and he, sure as hell, doesn’t want you “Howling at the Moon”.”

„Dein Geheul könnte einen Toten aufwecken und der könnte Hank Williams sein, und der, zum Teufel, möchte nicht, dass du den Mond anheulst.“

Laut Logan wurden die Aufnahmen beendet, nachdem Brandon begann, den XERF-Hörern ein Autogrammbild von Jesus anzubieten. Bob Smith ging daraufhin zu Arturo Gonzalez in Del Rio, der ihn jeden Tag über die Grenze schickte, um Liveprogramme aus den Studios von XERF in Ciudad Acuña für Inter-American Radio Advertising, Inc. zu senden, die Gonzalez in seinem Anwaltsbüro betrieb.
Wolfman Jacks Programm wurde in vielen Teilen der USA und Kanada gesendet. Deutschen Hörern ist er durch seine Show bekannt, die lange Zeit im AFN, besonders in den 1970er Jahren, gesendet wurde. Er spielte jede Musik, die er mochte, ungeachtet des Ethnos des Künstlers. Jede Nacht konnte man Blues, Rockabilly, Doo-Wop, Zydeco, Rock and Roll, Jump Blues, Rhythm and Blues oder Jazz sowie Soul und Funk hören.
Häufig unterstrich er seine Sendung mit wolfsähnlichem Geheul zwischen seiner mit Gags gespickten Ansage und dem folgenden Musikstück, passend zu seinem eigentümlichen Erscheinungsbild. Das machte ihn, zusammen mit seiner heiser-satten Grabesstimme, umgehend erkennbar. Sein Stil war von Alan Freed and Bluesman Howlin’ Wolf übernommen. Viele Hörer meinten, Bob Smith sei Afroamerikaner, obwohl er tatsächlich europäischer Abstammung war.
Seine Karriere von 1962 bis 1964 in Ciudad Acuña war nicht ohne Zwischenfälle, weil er zweimal in Schießereien verwickelt wurde, bei denen Opfer starben. Wegen der Rechtlosigkeit in diesem Gebiet ging Bob Smith und seine Figur Wolfman Jack, nach einem kurzen Intermezzo bei einem Radiosender in Minneapolis, zur Westküste zu XERB, einem anderen Border Blaster, der Los Angeles, Kalifornien erreichen konnte.

### Gastauftritt in American Graffiti
1973 zeigte sich Wolfman Jack durch seinen Auftritt in George Lucas’ Film American Graffiti der Öffentlichkeit. Seine Sendungen binden den Film zusammen. Wie ein Hauptdarsteller einen Blick auf den mysteriösen Wolfman erhaschen kann, ist eine Schlüsselszene des Films.

### Fernsehkarriere
Später erschien Bob Smith in mehreren Filmen und Fernsehshows als Wolfman Jack wie z. B. The Midnight Special oder The Wolfman Jack Show. Des Weiteren wirkte er in der Science-Fiction-Serie Galactica 1980 mit, in der außerirdische Roboter, genannt Zylonen, seinen Radiosender kapern wollen. Auch gab er seine Stimme für die 1974er Guess-Who-Hit-Single Clap for the Wolfman. In der neunten Staffel von Eine schrecklich nette Familie absolvierte der DJ ebenfalls einen Gastauftritt. Eine Parodie findet sich auch bei den Simpsons.

### Radio Caroline
Nachdem auch noch das zweite Schiff des ehemaligen Piratensenders Radio Caroline 1980 gesunken war, begann die Suche nach einem Ersatz. Wegen der Gesetze, die in Großbritannien 1967 erlassen wurden, wurde es für die Vertriebsorganisation nötig, in den USA präsent zu sein. Eine Zeit lang war der Manager von Wolfman Jack der West-Coast-Agent für das geplante Radio Caroline.
Als Teil dieser Entwicklung war geplant, dass Wolfman Jack die Morning Shows für die neue Radiostation liefern sollte. Zu diesem Zweck nahm Wolfman Jack eine Reihe von Sendungen auf, die aber niemals gesendet wurden, weil es der Sender nie schaffte, wie geplant auf Sendung zu gehen. Heute werden diese Bänder unter Sammlern seiner Sendungen gehandelt.

### Tod
Wolfman Jack starb an einem akuten Herzinfarkt in Belvedere, North Carolina, am 1. Juli 1995 im Alter von 57 Jahren. In Del Rio, Texas, wurde ihm ein Denkmal gewidmet – an dem Ort, wo seine Karriere als Wolfman Jack begann. 1996 wurde Wolfman Jack in die Radio Hall of Fame aufgenommen.

## Filmografie (Auswahl)
- 1980: Hotel zur Hölle (Motel Hell)
- 1980: Kampfstern Galactica (Galactica 1980, Fernsehserie, Folge 31)